# Euchlaena tiviaria
Euchlaena tiviaria là một loài bướm đêm trong họ Geometridae.